# 리투아니아 대통령
리투아니아 공화국 대통령(리투아니아어: Lietuvos Respublikos Prezidentas)은 리투아니아의 국가원수다. 현직은 2019년 7월 12일 취임한 기타나스 나우세다이다. 2024년 5월 26일 대선에 승리하여 재선했다.
대통령은 리투아니아 행정부를 지휘하고 구성원을 임명하며 대외적으로 국가를 대표하고 리투아니아군의 총사령관이다. 리투아니아 시민의 직접선거와 결선투표로 선출된다. 임기는 5년이고 연속 2회까지만 선출될 수 있다. 재임 중 소속 정당에서 탈당한다.
리투아니아 대통령의 권한은 이웃한 에스토니아, 라트비아보다 크지만 미국과 같은 완전한 대통령제 국가보다는 작다. 프랑스, 루마니아 대통령과 유사하다.

## 권한
리투아니아 대통령은 대부분의 외치 권한을 가지고 있다. 외교의 기본 지침을 결정하고 리투아니아군 총사령관으로서 국방위원회를 주재하며 사령관을 임명(의회의 동의 필요)한다.
내치에도 중요한 역할을 한다. 의회에 법안을 제출할 수 있고 의회가 통과시킨 법안을 거부할 수 있다. 총리를 임명하고 총리가 구성한 정부를 승인한다. 의회에서 정부에 대한 불신임안이 통과되거나 정부 예산을 60일 안에 승인하지 않으면 의회를 해산하고 조기 선거를 실시할 수 있다. 그러나 조기 선거로 구성된 의회는 조기 대통령 선거를 실시함으로써 보복할 수 있다.
또한 헌법재판관 3분의 1과 대법관 전부를 지명할 수 있으나 임명은 의회가 한다. 그 밖의 모든 판사는 대통령이 직접 임명한다.

## 선출
1992년 제정된 리투아니아 헌법에 따라 대통령은 5년마다 수정된 결선투표제로 선출한다. 한 후보가 투표율 50% 이상의 투표에서 과반을 득표하거나 등록 유권자수 3분의 1 이상을 득표하면 1차 투표에서 대통령으로 선출된다. 그 밖의 경우 2주 후 최다득표자와 차점자를 두고 결선투표를 한다.
후보는 투표일 기준 40세 이상이고 리투아니아에 3년 이상 거주해야 한다. 또한 의원 입후보 자격을 충족해야 한다. 헌법이나 취임 선서 위반으로 파면된 자는 출마할 수 없다.
대통령이 재임 중 사망하거나 임무 수행이 불가능해지면 새 대통령이 선출될 때까지 의회의장이 권한을 대리한다.

## 목록
| #                                    | 이름                      | 이미지 | 취임             | 퇴임             | 정당                      |
| ------------------------------------ | ------------------------- | ------ | ---------------- | ---------------- | ------------------------- |
| 1                                    | 안타나스 스메토나         |        | 1919년 4월 4일   | 1920년 6월 19일  | 리투아니아 민족주의연합   |
| 2                                    | 알렉산드라스 스툴긴스키스 |        | 1920년 6월 19일  | 1926년 6월 7일   | 무소속                    |
| 3                                    | 카지스 그리뉴스           |        | 1926년 6월 7일   | 1926년 12월 17일 | 리투아니아 농부 인민 연합 |
| 4                                    | 안타나스 스메토나         |        | 1926년 12월 19일 | 1940년 6월 15일  | 리투아니아 민족주의연합   |
| 독립 후의 리투아니아 (1991년 - 현재) |                           |        |                  |                  |                           |
| 5                                    | 알기르다스 브라자우스카스 |        | 1993년 2월 25일  | 1998년 2월 25일  | 리투아니아 사회민주당     |
| 6                                    | 발다스 아담쿠스           |        | 1998년 2월 26일  | 2003년 2월 26일  | 무소속                    |
| 7                                    | 롤란다스 파크사스         |        | 2003년 2월 26일  | 2004년 4월 6일   | 질서와 정의               |
| 8                                    | 발다스 아담쿠스           |        | 2004년 7월 12일  | 2009년 7월 12일  | 무소속                    |
| 9                                    | 달리아 그리바우스카이테   |        | 2009년 7월 12일  | 2019년 7월 12일  | 무소속                    |
| 10                                   | 기타나스 나우세다         |        | 2019년 7월 12일  | 2024년 7월 12일  | 무소속                    |
| 11                                   | 기타나스 나우세다         |        | 2024년 7월 12일  |                  | 무소속                    |